# Roomkleurige stipspanner
De roomkleurige stipspanner (Scopula floslactata) is een nachtvlinder uit de familie Geometridae (spanners). De spanwijdte bedraagt tussen de 29 en 33 millimeter.
De vlinder vliegt in één generatie van mei tot begin augustus. Waardplanten zijn onder andere paardenbloem en varkensgras. De rups overwintert en verpopt in het voorjaar.
De vlinder komt algemeen voor op zandgrond elders minder algemeen.